# Kurram
Der Kurram ist ein rechter Nebenfluss des Indus in Afghanistan und Pakistan.
Der Kurram entspringt 20 km südöstlich von Gardez in der Provinz Paktia im Osten von Afghanistan. Der Fluss durchschneidet das Safed-Koh-Gebirge in nordöstlicher Richtung und überquert nach 80 km die Grenze nach Pakistan. Der Kurram fließt südlich an der Stadt Parachinar vorbei. Der Fluss strömt nun in überwiegend südöstlicher Richtung. Er durchfließt die Kurram Agency, die einen Teil der Stammesgebiete unter Bundesverwaltung bildet und passiert dabei die Orte Sadda und Alizai. In der Provinz Khyber Pakhtunkhwa durchfließt der Kurram die Stadt Thall. Anschließend fließt er ein Stück durch die North Waziristan Agency.
Er durchschneidet einen niedrigen Gebirgszug und nimmt im Anschluss den Kaitu von rechts auf. Nördlich von Bannu erreicht der Fluss die Indus-Tiefebene. Er fließt am Nordrand der Großstadt Bannu vorbei.
Im Unterlauf mündet der Tochi von rechts in den Fluss. Bei Isa Khel in der Provinz Punjab mündet der Kurram schließlich rechtsseitig in den Indus. Der Kurram hat eine Länge von ca. 320 km.

## Kurram Tangi Dam Project
Das Kurram Tangi Dam Project ist ein Wasserkraft- und Bewässerungsprojekt in der North Waziristan Agency am Kurram. Es beinhaltet einen 98 m hohen CFRD-Staudamm unterhalb der Einmündung des Kaitu sowie ein 83,4 MW-Wasserkraftwerk.